# 47 미터
《47 미터》(영어: 47 Meters Down)는 2017년 공개된 영국과 미국의 생존 공포 영화이다.
2019년 속편 《47미터 2》가 공개되었다.

## 줄거리
멕시코에 관광을 온 자매가 잠수통에 들어가 백상아리를 구경하던 중 윈치 붐(winch boom)이 끊어지면서 잠수 작업용 배와 분리되어 47 미터 아래 해저로 떨어져 사면초가에 빠진다.

## 출연진
- 클레어 홀트 - 리사 역
- 맨디 무어 - 케이트 역
- 매슈 모딘 - 테일러 선장 역
- 크리스 J. 존슨 - 제이비어 역
- 야니 겔먼 - 루이스 역
- 샌티아고 A. 세구라 - 벤저민 역

## 같이 보기
- 오픈 워터
- 언더 워터 (영화)